# Jorre Verstraeten
Jorre Verstraeten (Lovanio, 4 dicembre 1997) è un judoka belga.

## Palmarès
- Europei

Praga 2020: bronzo nei 60 kg.
Sofia 2022: bronzo nei 60 kg.
- Giochi europei

Minsk 2019: bronzo nei 60 kg.
- Giochi olimpici giovanili

Nanchino 2014: bronzo nei 55 kg.
- Festival olimpico della gioventù europea

Utrecht 2013: argento nei 50 kg.
- Europei juniores

Maribor 2017: argento nei 60 kg.
- Mondiali cadetti

Miami 2013: bronzo nei 50 kg.

### Vittorie nel circuito IJF
| Data            | Località | Paese   | Categoria  |
| --------------- | -------- | ------- | ---------- |
| 24 gennaio 2019 | Tel Aviv | Israele | Grand Prix |